# 이란 공군
이란 공군(Islamic Republic of Iran Air Force)은 이란 국방부 산하에 있는 군사기관 중 하나이며, 영공 방위를 책임지고 있다. 작전기는 400기를 아득히 넘는다. 이란 공군의 주력기로는 F-14 전투기와 미그29 전투기가 있다.

## 역사
이란 공군은 팔레비 왕조에 이르러 강성해졌다. 친미국가였던 이란이 70년대 미국에서 F-14 전투기를 도입하였다. F-14 전투기는 70년대 당시 세계에서 가장 앞선 전투기였으며 가장 강력한 전투기였다. 지금의 F-22 랩터와 비슷한 위상을 지녔던 전투기였다. 실제로 미국이 이란 외에 F-14 전투기를 수출한 적이 없었다. 그러나 이슬람 혁명 이후 이란 공군의 성장은 멈춰버렸다. F-14 전투기 또한 수리 정비등의 문제로 전체 70여대 가운데 50대만을 운용가능한 상태라고 한다. 

## 같이 보기
- 이란 육군
- 이란 해군
- 이란 혁명수비대